# Don't Understand
Don't Understand è un singolo del gruppo musicale italiano The Kolors, pubblicato il 20 ottobre 2017 come terzo estratto dal terzo album in studio You.

## Descrizione
Il frontman Stash ha dichiarato che il brano musicale è nato a seguito di una storia d'amore che si è poi conclusa.

## Video musicale
Del brano musicale viene realizzato anche un videoclip che vede, tra i protagonisti, la youtuber Greta Menchi. Il video è stato girato a Peschiera del Garda, all'interno della struttura carceraria gestita dalla polizia militare.